# Wilhelm Eggert
Wilhelm Eggert (* 31. Mai 1880 in Klein-Santersleben; † 1938) war ein deutscher Gewerkschafter und sozialdemokratischer Politiker. Er war von 1921 bis 1924 einer der Vorsitzenden des Deutschen Metallarbeiterverbandes.

## Leben
Eggert war Sohn eines Gutsaufsehers und absolvierte nach der Volksschule die Ausbildung zum Schlosser. Nach der Gesellenwanderung trat er 1898 in den Deutschen Metallarbeiterverein ein. Seit 1899 war er auch Mitglied der SPD. Neben seiner Berufstätigkeit bildete er sich in Kursen der Gewerkschaft und der Arbeiterbildungsschule in Berlin weiter. Im Jahr 1906 wurde er Angestellter der Ortskrankenkasse der Schlosser in Berlin. Ab 1908 war er hauptamtlicher Angestellter des Deutschen Metallarbeiterverbandes in Stuttgart. Während des Ersten Weltkrieges leistete Eggert Kriegsdienst. 
Er gehörte während der Revolution von 1918/19 dem Landesausschuss der Arbeiterräte Württembergs und dem Vollzugsausschuss des Arbeiterrats von Groß-Stuttgart an. Im Jahr 1919 leitete er das Presseamt des Württembergischen Staatsministeriums. Seit 1919 war er  Mitglied des Landesausschusses der SPD. Zwischen 1919 und 1924 vertrat er die Partei im Württemberger Landtag. 
Eggert war seit 1921 Vorsitzender des DMV. Er wurde 1924 Sekretär und Vorstandsmitglied des ADGB. Seit 1925 war er Mitglied des vorläufigen Reichswirtschaftsrates. Ab 1931 war er stellvertretender Vorsitzer des Gewerkschaftsverbandes. 
Im Zusammenhang mit der Zerschlagung der Gewerkschaften am 2. Mai 1933 wurde er unter dem Vorwurf der Untreue und staatsfeindlichen Gesinnung verhaftet. Er verlor im Juni endgültig seine Anstellung als Gewerkschaftssekretär. Die Reichsschrifttumskammer verbot um 1938 seine 1927 verfasste
Schrift Rationalisierung und Arbeiterschaft.